# هارولد استارک
هارولد استارک (انگلیسی: Harold Raynsford Stark; ۱۲ نوامبر ۱۸۸۰ – ۲۰ اوت ۱۹۷۲) ادمیرال نیروی دریایی ایالات متحده آمریکا بود، که در فاصله سال‌های ۱۹۳۹ تا ۱۹۴۲ به‌عنوان هشتمین فرمانده عملیات نیروی دریایی آمریکا فعالیت می‌کرد.
استارک فعالیت نظامی را از سال ۱۸۹۹ در نیروی دریایی آمریکا آغاز کرد، از ۱۹۰۷ تا ۱۹۰۹ فرمانده نبردناو یواس‌اس مینه‌سوتا بود، از ۱۹۲۳ تا ۱۹۲۵ فرماندهی کشتی مهمات یواس‌اس نیترو را برعهده داشت.
وی از ۱۹۳۸ تا ۱۹۳۹ به‌عنوان فرمانده لشکر ۳ رزم‌ناو فعالیت می‌کرد، از ۱۹۴۲ تا ۱۹۴۴ فرماندهی نیروهای دریایی ایالات متحده اروپا و آفریقا را برعهده داشت و از ۱۹۴۴ تا ۱۹۴۶ فرمانده ناوگان دوازدهم ایالات متحده آمریکا بود.